# SBS 스포츠뉴스
《SBS 스포츠뉴스》(SBS SPORTS NEWS)는 SBS TV에서 매주 월요일부터 목요일 오후 8시 45분, 금요일, 일요일 오후 8시 35분, 토요일 오후 8시 25분에 방송 중인 SBS 8 뉴스 코너인 스포츠 종합 뉴스 프로그램이다.

## 개요
SBS 8 뉴스를 마친 후에 방송·편성했지만 2010년대부터 SBS 8 뉴스 코너로 편입됐다.

## 앵커
- 현재 앵커 중 평일은 2025년 7월 21일부터 기준으로 하고 주말은 2025년 7월 19일부터 기준으로 한다.

### 평일
| 대수 | 진행자                 | 진행 기간                          | 비고              |
| ---- | ---------------------- | ---------------------------------- | ----------------- |
| 1대  | 박은경 아나운서팀 차장 | 2007년 일자 미상 ~ 일자 미상       |                   |
| 2대  | 염용석 아나운서        | 일자 미상 ~ 2012년 11월 2일        |                   |
| 3대  | 배성재 前 아나운서     | 2012년 11월 5일 ~ 2014년 9월 12일  | [ 4 ]             |
| 4대  | 장예원 前 아나운서     | 2014년 9월 15일 ~ 2015년 1월 2일   |                   |
| 5대  | 조정식 前 아나운서     | 2015년 1월 5일 ~ 2015년 10월 2일   |                   |
| 6대  | 김윤상 아나운서        | 2015년 10월 5일 ~ 2017년 7월 19일  |                   |
| 7대  | 장예원 前 아나운서     | 2017년 7월 22일 ~ 2019년 8월 30일  | [ 6 ]             |
| 8대  | 김윤상 아나운서        | 2019년 9월 2일 ~ 2021년 3월 3일    | [ 7 ] [ 8 ] [ 9 ] |
| 9대  | 이윤아 아나운서        | 2021년 3월 15일 ~ 2022년 10월 28일 | [ 11 ] [ 12 ]     |
| 10대 | 김가현 아나운서        | 2022년 10월 31일 ~ 2023년 3월 31일 | [ 14 ]            |
| 11대 | 김다영 前 아나운서     | 2023년 4월 3일 ~ 2025년 4월 25일   | [ 15 ]            |
| 12대 | 김선재 아나운서        | 2025년 4월 28일 ~ 2025년 7월 18일  |                   |
| 13대 | 김현진 아나운서        | 2025년 7월 21일 ~ 현재             | [ 17 ]            |

### 주말
| 대수 | 진행자                        | 진행 기간                         | 비고          |
| ---- | ----------------------------- | --------------------------------- | ------------- |
| 1대  | 주영민 스포츠부장             | 2007년 일자 미상 ~ 일자 미상      |               |
| 2대  | 김윤상 아나운서               | 2017년 7월 27일 ~ 2019년 9월 1일  | [ 18 ]        |
| 3대  | 주시은 아나운서               | 2019년 9월 7일 ~ 2020년 11월 1일  |               |
| 4대  | 이윤아 아나운서               | 2020년 11월 7일 ~ 2021년 3월 14일 |               |
| 5대  | 김영성 스포츠부 부국장급 기자 | 2021년 3월 20일 ~ 2024년 3월 3일  | [ 21 ]        |
| 6대  | 주영민 스포츠부 기자          | 2024년 3월 9일 ~ 2024년 12월 23일 | [ 22 ] [ 23 ] |
| 7대  | 김현진 아나운서               | 2025년 1월 4일 ~ 2025년 7월 13일  |               |
| 8대  | 이윤지 프리랜서 아나운서      | 2025년 7월 19일 ~ 현재            |               |

## 코너

### 방영 코너
| 코너명          | 진행자                                                 |
| --------------- | ------------------------------------------------------ |
| 스포츠뉴스 영상 | 평일 : 김현진 아나운서 주말 : 이윤지 프리랜서 아나운서 |

### 종영 코너
| 코너명          | 진행자 | 비고   |
| --------------- | ------ | ------ |
| 주요 스포츠뉴스 |        | [ 25 ] |

## 타이틀 변천사
| 기수 | 프로그램 타이틀 | 방송 기간                         |
| ---- | --------------- | --------------------------------- |
| 1기  | SBS 스포츠뉴스  | 1991년 12월 9일 ~ 1996년 2월 29일 |
| 2기  | SBS 스포츠 830  | 1993년 10월 18일 ~ 1994년 5월 1일 |
| 3기  | 스포츠가 좋아요 | 1994년 5월 2일 ~ 1998년 4월 12일  |
| 4기  | SBS 스포츠뉴스  | 1996년 3월 1일 ~ 2007년 8월 12일  |
| 5기  | 오늘의 스포츠   | 1997년 4월 14일 ~ 2000년 2월 29일 |
| 6기  | 스포츠가 좋아요 | 1998년 4월 13일 ~ 2000년 2월 29일 |
| 7기  | 오늘의 스포츠   | 2000년 3월 1일 ~ 2007년 8월 12일  |
| 8기  | SBS 스포츠뉴스  | 2007년 8월 13일 ~ 현재            |

## 지역 방송국 프로그램
| 방송 채널 | 방송 권역           | 프로그램     | 비고   |
| --------- | ------------------- | ------------ | ------ |
| KNN TV    | 부산광역시 경상남도 | KNN 뉴스아이 | [ 26 ] |
| kbc TV    | 광주광역시 전라남도 | kbc 8 뉴스   | [ 27 ] |

| 방송 채널 | 방송 권역                          | 평일 | 주말 |
| --------- | ---------------------------------- | ---- | ---- |
| G1 TV     | 강원특별자치도                     | O    | O    |
| TJB TV    | 대전광역시 세종특별자치시 충청남도 | O    | O    |
| CJB TV    | 충청북도                           | O    | O    |
| TBC TV    | 대구광역시 경상북도                | O    | O    |
| KNN TV    | 부산광역시 경상남도                | X    | X    |
| ubc TV    | 울산광역시                         | O    | O    |
| kbc TV    | 광주광역시 전라남도                | O    | X    |
| JTV TV    | 전북특별자치도                     | O    | O    |
| JIBS TV   | 제주특별자치도                     | O    | O    |

## 편성 축소 및 결방
뉴스가 예정 시간보다 길어지거나 특집 형식으로 편성되는 경우, 스포츠 뉴스의 방송 분량이 축소되거나 결방되는 사례가 발생하기도 한다.

## 경쟁 프로그램
- KBS 스포츠 9 (KBS 1TV)
- MBC 스포츠뉴스 (MBC TV)